# Kålrot
Kålrot (inte att förväxla med majrova) eller kålraps (Brassica napus, Napobrassica-gruppen) är en kålväxt som används som rotfrukt. Den har en lång historia som kulturväxt, särskilt i Tyskland och Nordeuropa.

## Beskrivning och ursprung
Kålrot är en tvåårig ört, och den har långskaftade och relativt flikiga blad. Basen på stjälken och roten sväller upp till en köttig och vit eller gul ansvällning – "kålroten". Denna är grön, grönguld eller rödviolett i tonen, och köttet är gult eller vitt. Första året utvecklas bladen och den uppsvällda delen, som är vitaminrik. Andra året växer det upp en kraftig, grenig stjälk, där bladen och de gula blommorna formas i kvastlika ställningar. Frukten är en skida, långsmal till formen.
Kålrot nämns 1620 första gången i skrift, men redan 1578 beskrevs i svensk text Hwit Kåål root. Det ursprungliga namnet på växtarten var rotkål. Kålrot har varit särskilt populär i Skandinavien och Tyskland. Tillsammans med rova var den förr en viktig basföda för både husdjur och människor.
Växten har sitt ursprung i Norden. Den nådde på 1600-talet Tyskland och kallades där bland annat Schwedische Rübe ('svensk rova'). Den kan även ha spridits ut i världen via Skottland. Växten anses ha uppstått genom en korsning av kål och rova.

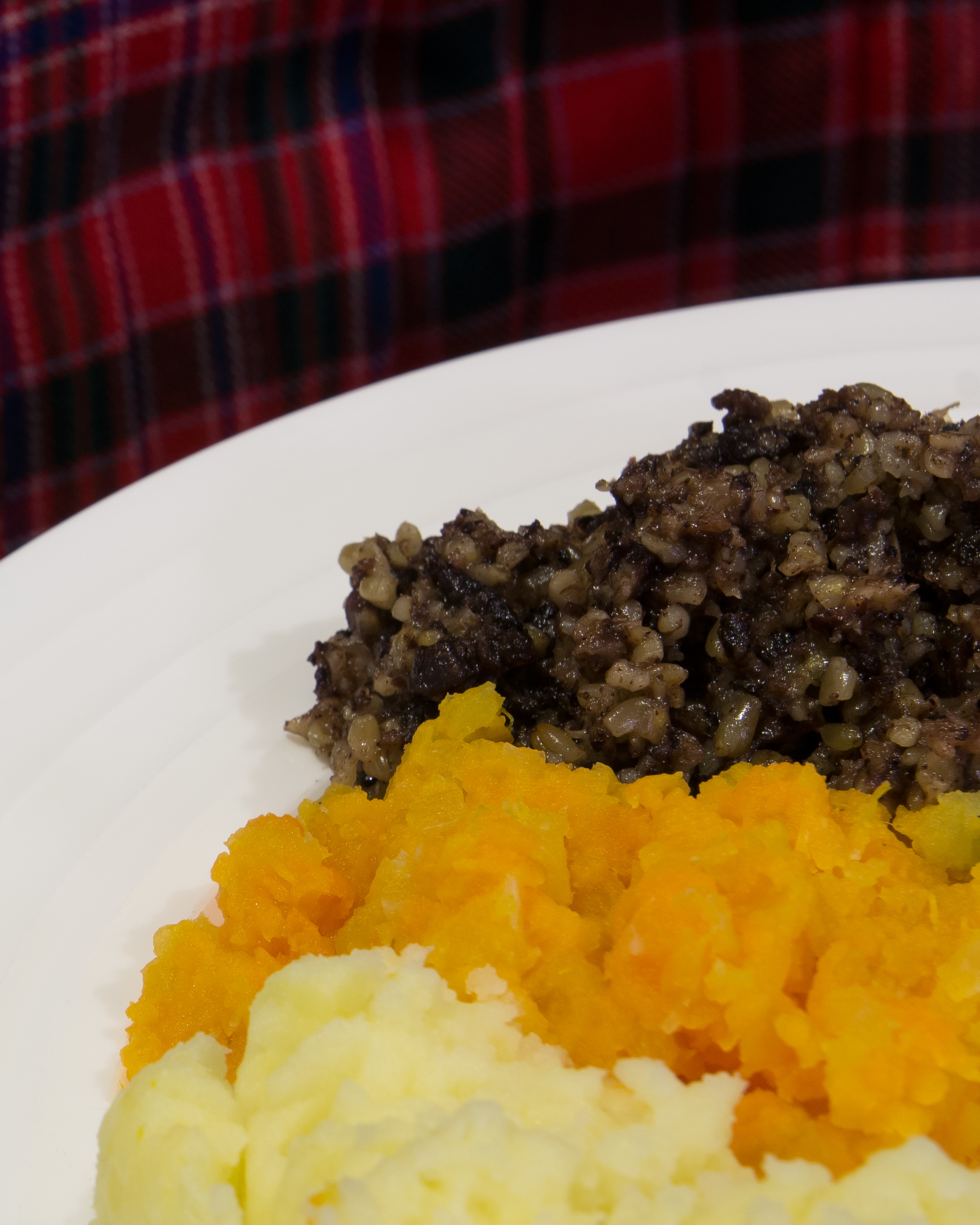
Haggis med rotmos och potatismos.

## Användning
Kålrot ingår i den traditionella finländska julrätten kålrotslåda. I delar av Europa – inklusive Sverige, Norge och Skottland – är rotmos en vanlig maträtt. I bland annat Sverige tillverkas moset av kålrot och potatis (och ibland morötter). I Skottland mosas kålrot och potatis separat och används som tilltugg till haggis (under benämningen neeps and tatties). Oljeväxten raps är en nära släkting till kålroten.

## Namn
Kålrot kallas rabba på skånska (och rotmos blir då rabbegröd eller rabbemos). På västgötska kallas det rotabagge.
I Storbritannien kallas växten oftast swede (från Swedish turnip). I  USA och Frankrike idag oftast rutabaga.  Båda orden har sitt ursprung i svenskan, eftersom Swedish turnip betyder just svensk rova och rutabaga är en förvrängning av det västgötska dialektordet rotabagge. På såväl franska som engelska har andra namn förekommit, men både i Frankrike och USA  användes namnet rutabaga redan på 1700-talet. Den har i Québec benämnts navet jaune ('gul rova').

### Synonymer (vetenskapligt namn)
- Brassica campestris ssp. napobrassica (L.) Schübl. & Mart.
- Brassica napus ssp. napobrassica (L.) Hanelt
- Brassica napus var. napobrassica (L.) Rchb.
- Brassica napus ssp. rapifera Metzg.[8]
- Brassica oleracea var. napobrasscia L.